# Águia Imperial Francesa

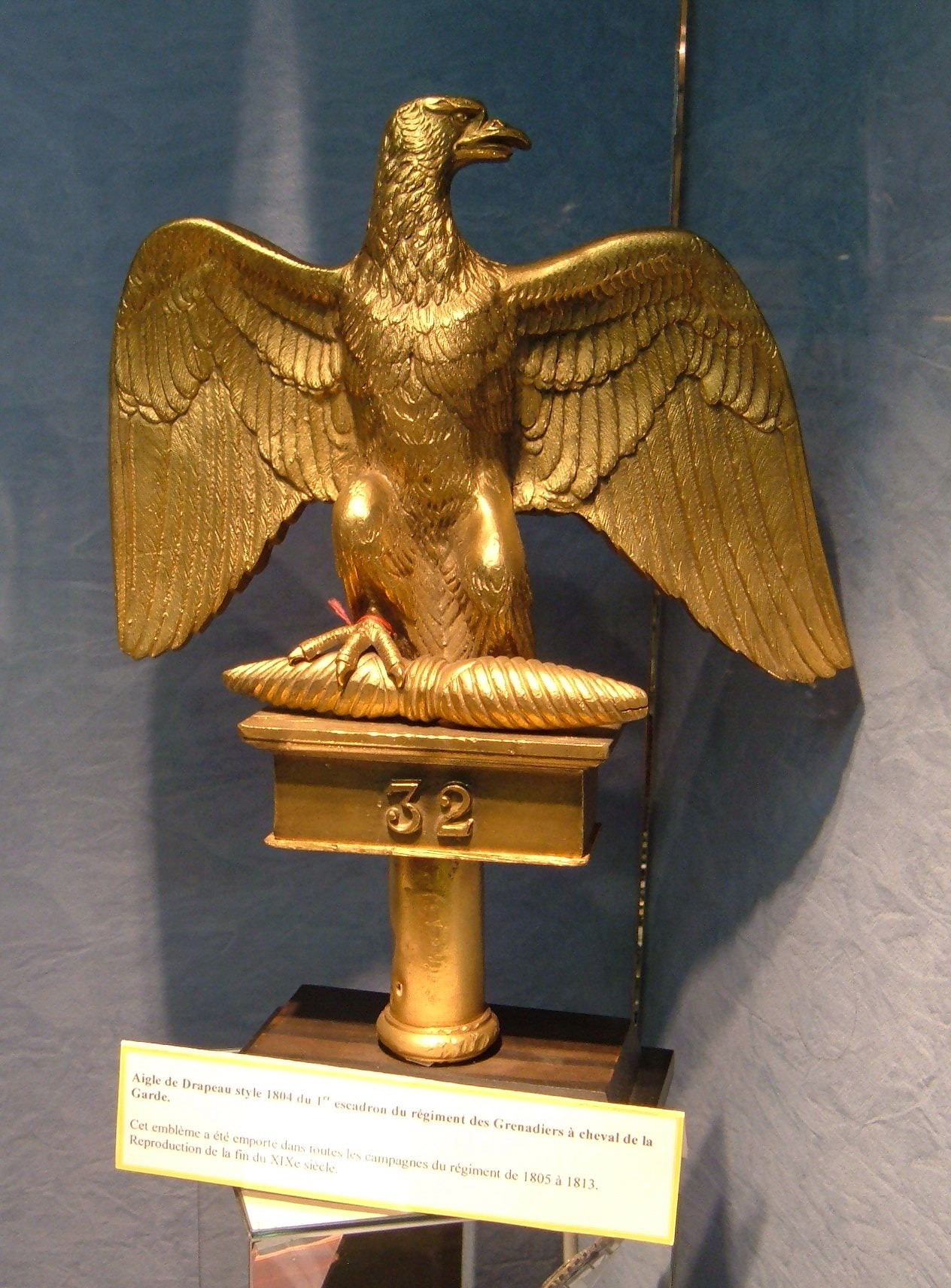
Uma reprodução do século XIX da Águia do 1.º Esquadrão dos Granadeiros a Cavalo da Guarda Imperial em exposição nos Grandes Armazéns do Louvre em Paris.

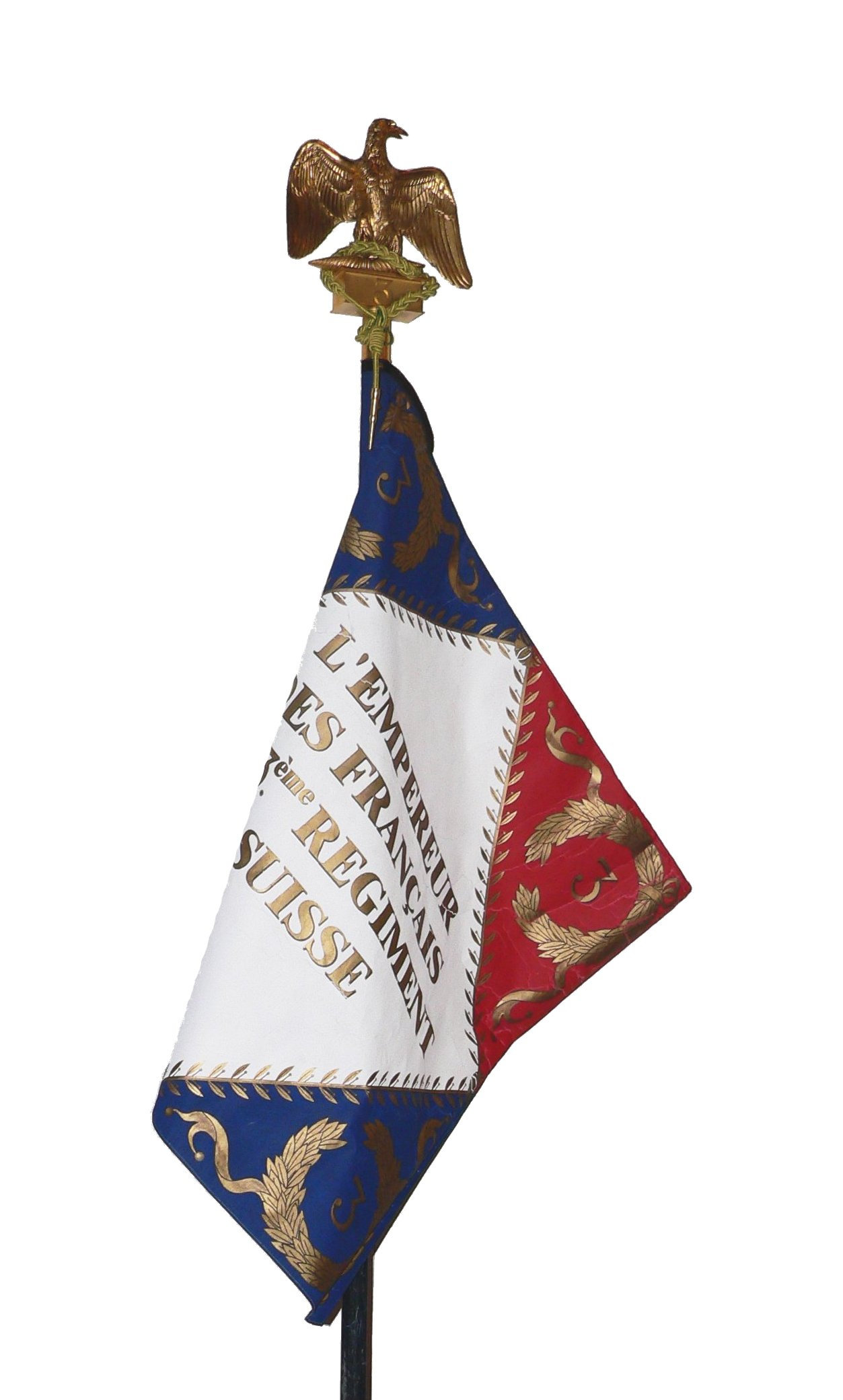
Bandeira regimental francesa com a Águia.

Águia Imperial Francesa (em francês: Aigle de drapeau - Águia de Bandeira) era a figura de uma águia levada para as batalhas como estandarte, pelo Grande Armée de Napoleão I durante as Guerras Napoleónicas.
Embora tivessem as cores do regimento, os regimentos de Napoleão levavam a Águia Imperial. Era uma escultura em bronze, pesando 1,85 kg, montada no topo do mastro da bandeira. Eram feitas com seis peças fundidas, tendo por base o desenho das águias da romanas, e que, quando montadas, mediam 310 mm em altura, e 255 mm de largura. Na base estava inscrito o número do regimento ou, no caso da Guarda Imperial, "Garde Impériale". A Águia tinha o mesmo significado para os regimentos Imperiais Franceses que as cores tinham para o regimentos britânicos - perder uma Águia em combate representava a vergonha para esse regimento, que jurou defendê-la até à morte. Depois da queda de Napoleão, a nova monarquia de Luís XVIII de França ordenou que todas as Águias fossem destruídas, tendo apenas escapado um pequeno número. Quando o ex-Imperador voltou ao poder em 1815, para um Governo dos Cem Dias, imediatamente produziu várias Águias, embora a qualidade não fosse igual às primeiras.